# Trachyliopus fulvosparsus
Trachyliopus fulvosparsus är en skalbaggsart som först beskrevs av Leon Fairmaire 1903.  Trachyliopus fulvosparsus ingår i släktet Trachyliopus och familjen långhorningar.
Artens utbredningsområde är Madagaskar. Inga underarter finns listade i Catalogue of Life.